# Jeorjos Kujumtsidis
Jeorjos Kujumtsidis (gr. Γεώργιος Κουγιουμτσίδης; ur. 20 października 2001) – grecki zapaśnik startujący w stylu wolnym. Olimpijczyk z Paryża 2024, gdzie zajął czternaste miejsce w kategorii do 74 kg. Piąty na mistrzostwach świata w 2023 roku. 
Złoty medalista mistrzostw Europy w 2022 i srebrny w 2023. 
Mistrz Europy U-23 w 2022, 2023 i 2024; trzeci w 2021. Wicemistrz Europy juniorów w 2021 i świata kadetów w 2018 roku.